# Pisotrigonia
Pisotrigonia is een uitgestorven geslacht van tweekleppigen uit de  familie van de Pterotrigoniidae. 

## Soorten
- † Pisotrigonia capricornia (Skwarko, 1963)
- † Pisotrigonia feruglioi (Pianitzky, 1938)
- † Pisotrigonia kraussi (Kitchin, 1908)
- † Pisotrigonia lopezensis M. R. Cooper, 2015
- † Pisotrigonia reayi (Fleming, 1987)
- † Pisotrigonia salebrosa van Hoepen, 1929
- † Pisotrigonia subventricosa (Stanton, 1901)
- † Pisotrigonia verrucosa (Skwarko, 1968)

### Synoniemen
- Pisotrigonia ghuneriensis Rudra & Bardhan, 2006 † => Rinetrigonia ghuneriensis (Rudra & Bardhan, 2006) †
- Pisotrigonia kitchini Rudra & Bardhan, 2006 † a=> Rinetrigonia kitchini (Rudra & Bardhan, 2006) †
- Pisotrigonia laevicosta Cooper, 1989 † => Rinetrigonia laevicosta (Cooper, 1989) †
- Pisotrigonia mccarthyi Cooper, 1989 † => Rinetrigonia mccarthyi (Cooper, 1989) †
- Pisotrigonia parva van Hoepen, 1929 † => Rinetrigonia parva (van Hoepen, 1929) †
- Pisotrigonia umiensis Rudra & Bardhan, 2006 † => Rinetrigonia parva (van Hoepen, 1929) †